# Черв'яга фіолетова
Черв'яга фіолетова (Gymnopis multiplicata) — вид земноводних з роду Центральноамериканська черв'яга родини товстошкірі черв'яги. Інша назва «коста-риканська черв'яга».

## Опис
Загальна довжина тіла становить 50 см. Голова маленька. На потилиці є 2 отвори. Зуби дещо загнуті. Має також пластинчасті зуби. Кількість зубів поступово збільшується з віком. Очі вкриті шкірою й кісткою, не просвічуються. Щупальці розташовано попереду очей. Тулуб дуже стрункий. Присутні 112–133 первинних й 64—117 вторинних кілець. Забарвлення однотонне — фіолетове.

## Спосіб життя
Полюбляє субтропічні та тропічні сухі, вологі, гірські ліси, пасовища, плантації. Зустрічається на висоті від 800 до 1400 м над рівнем моря. Практично весь час проводить у ґрунті. Полює на дощових хробаків, термітів, мурах.
Розмножується один раз на два роки, хоча самці готові до спаровування щороку. Метаморфоза відбувається у матковій трубі. Вагітність триває близько 11 місяців, після чого самиця народжує 2—10 дитинчат.

## Поширення
Поширена в Гватемалі, Гондурасі, Нікарагуа, Коста-Риці, Панамі.